# 자이페르트 곡면

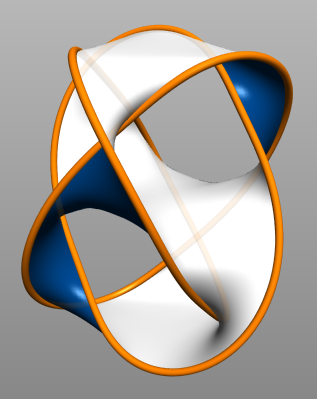
보로메오 연환의 자이페르트 곡면

매듭 이론에서 자이페르트 곡면(Seifert曲面, 영어: Seifert surface)은 3차원 초구 속의 연결 2차원 유향 경계다양체이다. 그 경계는 연환을 정의하며, 모든 연환은 이러한 꼴로 표현될 수 있다. 어떤 주어진 연환의 자이페르트 곡면이란 이 연환을 경계로 삼은 자이페르트 곡면을 뜻한다.

## 정의
차분한(영어: tame) 유향 연환 {\displaystyle L\subsetneq \mathbb {S} ^{3}}의 자이페르트 곡면은 {\displaystyle \partial \Sigma =L}인 {\displaystyle \mathbb {S} ^{3}} 속의 2차원 유향 연결 경계다양체 {\displaystyle \Sigma \subsetneq \mathbb {S} ^{3}}이다.

## 성질

### 존재와 유일성
모든 연환은 자이페르트 곡면을 갖는다. 그러나 이는 유일하지 않다.
연환의 자이페르트 곡면은 구체적으로 다음과 같은 알고리즘으로 구성된다. 우선, 연환 {\displaystyle L}이 {\displaystyle m}개의 연결 성분을 갖는다고 하자. {\displaystyle L}의 임의의 그림(평면으로의 투영)이 주어졌다고 하자.
이 그림이 {\displaystyle d}개의 교차점을 갖는다고 하자. 그렇다면,
 ⇒ 
와 같이, 그림에서 교차점들을 해소할 수 있다. 교차점을 모두 해소하면 연환의 그림은 서로 교차하지 않는 원들로 구성되는데, {\displaystyle f}개의 원들이 있다고 하자.
그렇다면, 다음과 같은 자이페르트 곡면을 구성할 수 있다.
1. 연환면의 그림의 해소의 각 원 안에 원판을 붙인다. 즉, {\displaystyle f}개의 원판이 존재한다.
2. 연환면에서, 해소된 각 교차점에 대응하는 띠를 이어붙인다. 이 경우, 아래 그림과 같이 띠를 뒤틀어 이어붙이며, 띠를 뒤트는 방향은 해소되기 이전의 교차점의 방향을 따른다.

이 경우, 교차점의 해소에서 방향을 보존해야 한다. (방향을 보존하지 않으면, 비가향 다양체를 얻을 수 있다.) 즉, 다음과 같은 꼴의 해소는 불가능하다.
 ⇒ ⩆

### 종수
위 알고리즘으로 구성된 자이페르트 곡면은 {\displaystyle m}개의 구멍을 가지며, 종수가
{\displaystyle g={\frac {2+d-f-m}{2}}}
인 2차원 경계다양체이다. 물론, 어떤 연환 {\displaystyle L}의 자이페르트 곡면 {\displaystyle \Sigma }가 주어졌을 때, 임의의 원환면과의 연결합 {\displaystyle \Sigma \#\mathbb {T} ^{2}} 역시 {\displaystyle L}의 자이페르트 곡면이며, 그 종수는 원래 자이페르트 곡면의 종수 + 1이다. 주어진 연환의 자이페르트 곡면들의 최소 종수를 연환의 종수(種數, 영어: genus of a link/knot)라고 한다.
임의의 두 유향 매듭 {\displaystyle K}, {\displaystyle K'}에 대하여, 다음이 성립한다.
{\displaystyle g(K)+g(K')=g(K\#K')}
즉, 매듭의 연결합은 종수를 보존한다.

### 자이페르트 행렬
연환 {\displaystyle L}의 자이페르트 곡면 {\displaystyle \Sigma }가 주어졌다고 하고, 그 종수가 {\displaystyle g}라고 하자. 그렇다면, 그 1차 호몰로지 군은 다음과 같은 자유 아벨 군이다.
{\displaystyle \operatorname {H} _{1}(\Sigma )\cong \mathbb {Z} ^{2g}}
이 경우, 그 교차 형식이
{\displaystyle Q={\begin{pmatrix}0&-1\\1&0\end{pmatrix}}\oplus \dotsb \oplus {\begin{pmatrix}0&-1\\1&0\end{pmatrix}}}
가 되게 하는 기저
{\displaystyle a_{1},a_{2},\dotsc ,a_{2g}\in \operatorname {H} _{1}(\Sigma )}
가 존재한다.
이 기저에 대한 자이페르트 행렬(Seifert行列, 영어: Seifert matrix) {\displaystyle V\in \operatorname {Mat} (2g,2g;\mathbb {Z} )}은 정수 성분의 {\displaystyle 2g\times 2g} 정사각 행렬이며, 그 {\displaystyle (i,j)}번째 성분은 {\displaystyle a_{i}}와 {\displaystyle a_{j}}의 연환수이다. 이 경우
{\displaystyle V-V^{\top }=Q}
가 성립한다. ({\displaystyle (-)^{\top }}은 수반 행렬이다.) 반대로, {\displaystyle V-V^{\top }=Q}의 꼴인 임의의 정수 성분의 짝수 크기 정사각 행렬은 어떤 매듭의 자이페르트 곡면의 자이페르트 행렬로 표현될 수 있다.
자이페르트 행렬의 다음과 같은 행렬식
{\displaystyle A_{L}(t)=\det(V-tV^{\top })\in \mathbb {Z} [t]}
은 연환의 알렉산더 다항식이라고 한다. 이는 자이페르트 곡면의 선택이나 그 호몰로지의 기저의 선택에 의존하지 않는, 유향 연환의 불변량이다. 이에 따라, 연환의 종수 {\displaystyle g(L)}은 다음과 같은 부등식을 따른다.
{\displaystyle g(L)\geq \left\lceil {\frac {1}{2}}\deg A_{L}\right\rceil }
자이페르트 행렬의 대칭화
{\displaystyle V+V^{\top }}
의 부호수 역시 연환의 불변량이며, 이를 연환의 부호수(符號數, 영어: signature of a link/knot)라고 한다.

## 예

### 자명한 원환
공집합은 0개의 연결 성분을 갖는 연환이다. 그 자이페르트 곡면은 경계를 갖지 않는 임의의 유향 곡면이며, 이 연환의 종수는 물론 0이다.
자명한 매듭의 경우, 원판이 그 원환면이므로 그 종수는 0이다. 보다 일반적으로, {\displaystyle k}개의 연결 성분을 갖는 자명한 연환의 자이페르트 곡면은 {\displaystyle k}개의 구멍을 뚫은 구이며, 따라서 그 종수는 0이다. 종수가 0인 매듭은 자명한 매듭 밖에 없다. (그러나 종수가 0이지만 자명하지 않은 연환이 존재한다.)

### 원환면 매듭

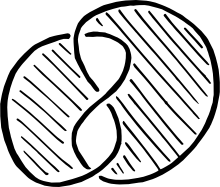
세잎매듭을 경계로 하는 뫼비우스 띠. 이는 가향 다양체가 아니므로 자이페르트 곡면이 아니다.

{\displaystyle (p,q)}-원환면 매듭의 종수는 {\displaystyle (p-1)(q-1)/2}이다. 예를 들어, (2,1)-원환면 매듭인 세잎매듭의 종수는 1이다. 세잎매듭의 그림
에서, 자이페르트 알고리즘을 가하면, {\displaystyle (m,d,f)=(1,3,2)}이므로 종수 {\displaystyle (2+3-2-1)/2=1}을 얻는다. (이 경우, 해소된 그림은 밖의 큰 원과 속의 작은 원으로 구성된다. 세잎그림의 그림에서 방향을 무시하는 해소를 취하면, {\displaystyle f=3}이지만, 이 경우 얻게 되는 곡면은 세 번 뒤튼 뫼비우스 띠이므로 유향 다양체가 아니다.)

### 호프 연환
호프 연환의 한 자이페르트 곡면은 다음과 같다.
아이소토피를 무시하면, 이는 두 개의 구멍이 뚫린 구(즉, 두 개의 원판의 연결합와 미분 동형)이다. 따라서, 호프 연환의 종수는 0이다.

### 8자 매듭
8자 매듭(41번 매듭)의 종수는 1이다.

## 역사
헤르베르트 자이페르트가 1934년에 도입하였다.

## 참고 문헌
1. ↑  Seifert, Herbert (1934). “Über das Geschlecht von Knoten”. 《Mathematische Annalen》 110 (1): 571–592. doi:10.1007/BF01448044.